# 松登晟郎

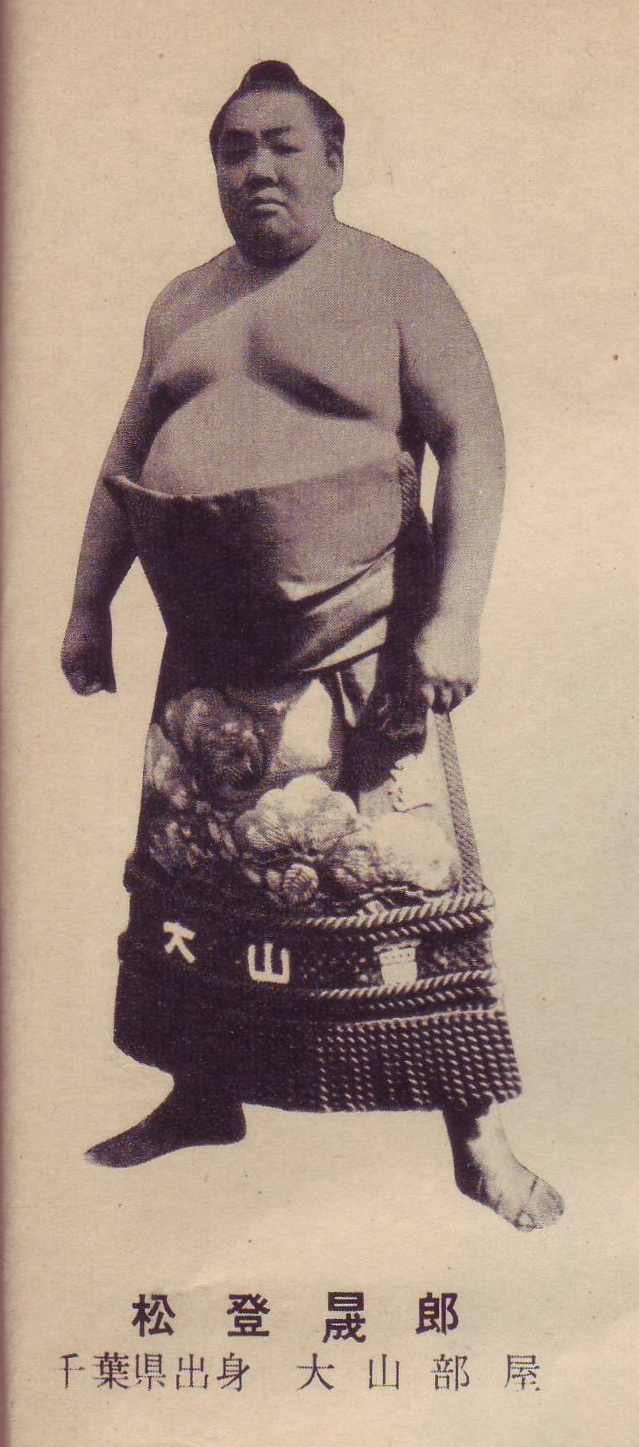

松登晟郎（1924年7月20日—1986年4月21日），本名永井福太郎，日本千葉縣東葛飾郡松戶町（現在松戶市）出身的前大相撲力士，第186代大關，身高172cm、體重154kg。所屬相撲部屋為大山部屋。
他在1941年開始專業相撲生涯，1951年到達幕內級，在1956年昇至大關，他的大關地位維持了16個場所，他在1961年11月引退成為日本相撲協會的年寄，和大山部屋的教練，和培養出幕內級關取力士大飛進，當大山部屋在1986年結束時，他的弟子也引退。
在大相撲歷史上，他也以食量大聞名。
在1986年4月21日，他在接受白內障手術時去世。